# 고구치
고구치(일본어: 虎口 고구치[*])란 중세 이후의 일본의 성에서의 출입구를 말한다. 고구치는 좁은 길, 좁은 입구라는 뜻도 있어 소구(小口)라고 쓰기도 한다. 고구치(虎口)를 고코(ここう)라고 읽을 경우, 중세시대 일본의 전장과 진지에 있어 위험한 장소를 뜻하는 말이 된다.

## 개요

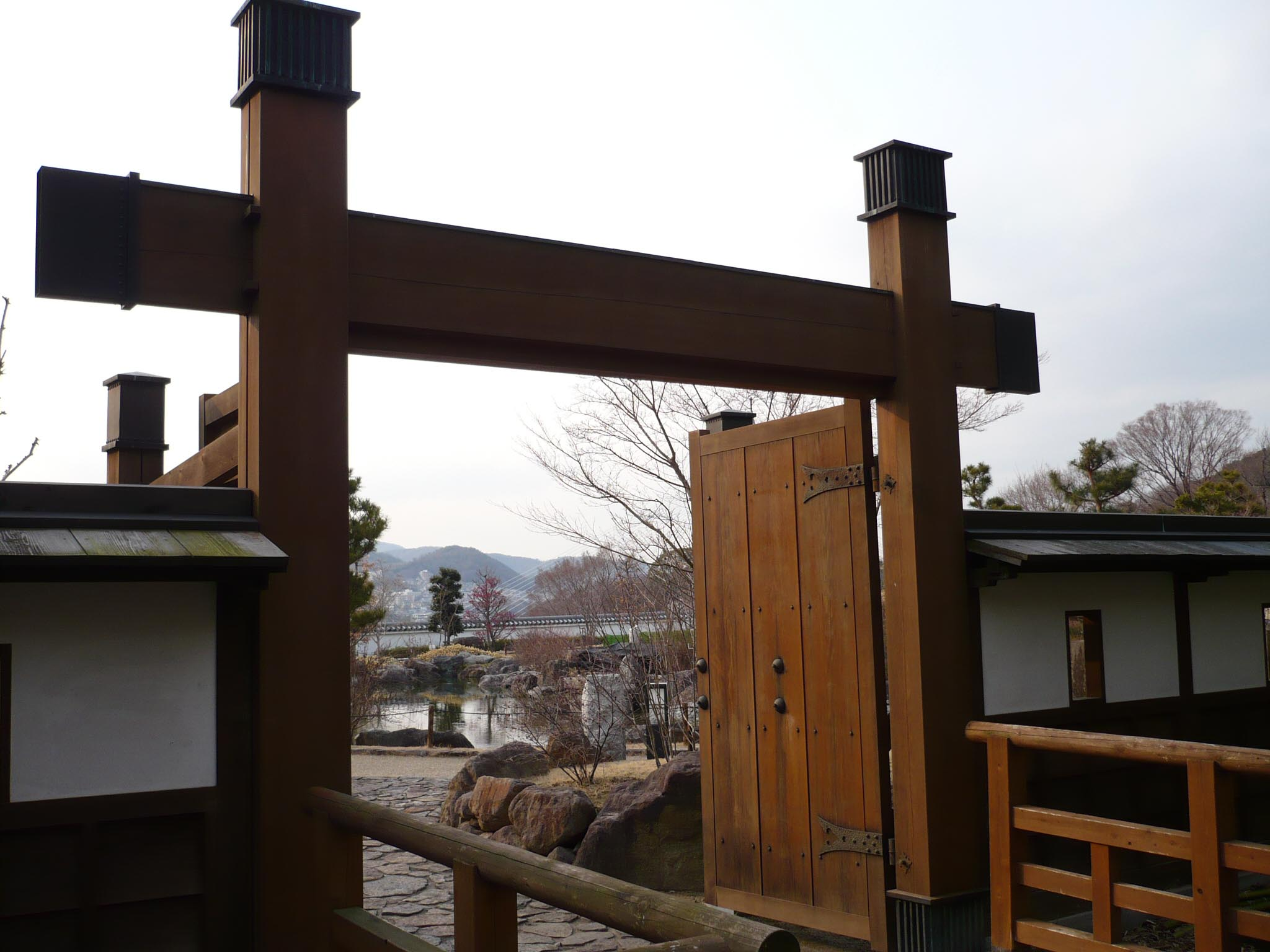
이케다 성의 일각대문

고구치는 성곽 혹은 구루와의 정면개구부에 해당하고, 성의 출입구인 동시에 수성하는 입장에서는 반드시 막아야 될 곳이기 때문에 예부터 방어에 많은 신경을 썼다. 옛 성의 개구부에는 일각대문이 설치되었고, 문 양쪽으로 망루를 두어 성을 방비한 간단한 구조였지만, 센고쿠 시대에 들어서면서 발전하기 시작한다. 성의 지형지물의 배치가 중요한 요소로 부각되었으며 서일본에서는 옹성과 같은 2중문을 두었고, 동일본에서는 문 밖에 별도의 공간을 두어 성을 방비하였다. 이를 각각 마스가타(桝形)와 우마다시(馬出)라고 한다. 센고쿠 시대가 끝나고 통일정권이 들어서자 서일본에서는 우마다시가, 동일본에서는 마스가타 양식이 널리 퍼지게된다. 이렇게 하여 양쪽의 형석을 절충한 성이 출현하게 된다. 한 예로 와카마쓰성은 우마다시 형식을 갖춘 별성(別城)을 두었으며, 본성의 성문은 2중문형식인 마스가타를 두었다. 이 구조는 성문이 사각지대에 있어 포격을 피할 수 있었고, 보신 전쟁에서는 별성을 장악한 신정부군을 저지하고 장기간 농성전에 들어설 수 있었다.

## 고구치의 형식

### 히라이리 고구치

히라이리 고구치

기본적인 형태는 히라이리(平入り)로 불리는 것으로 성의 정면에 문을 두는 것이다. 이 경우, 대군이 정면으로 치고 올 때 방어에 불리했다. 그래서, 중세 산성에서는 급경사 위에 성문을 두어 이를 방비하였다. 이런 형식의 고구치를 사카 고구치(坂虎口)라고 한다.
고구치의 내측에 일직선에 시토미(蔀:덧문)라고 불리는 성루나 석벽 등으로 된 방루를 구축해 전면에서 성안을 확인할 수 없도록 한 고구치도 나타났고, 이를 이치몬지 고구치(一文字虎口)라고 한다.

### 구이치가이 고구치

구이치가이 고구치

전투의 규모가 커지자 고구치의 중요성이 부각되었고, 성곽의 방위력향상을 위해 해자, 성루, 석벽의 배치에 공을 들이게 된다. 구이치가이(喰違) 뜻 그래로 성으로 들어올 때 적병이 엇갈려 들어오도록 설계된 고구치이다. 성루와 석벽을 일자상태가 아니게 쌓고, 개구부를 직각이 되게 쌓았다. 성을 공격하는 쪽은 S자를 그리며 들어오게 되어있어 수성하는 측에서는 측면과 정면에서 적을 공격하기 쉬운 구조로 되어있다.

### 마스가타 고구치
센고쿠 시대 말기 서일본을 중심으로 마스가타(枡形)라고 불리는 고구치가 나타났다. 이는 고구치의 전면에 방형의 공간을 두고 성문을 2중으로 구축한 것이다. 이런 형태의 문은 한반도나 중국대륙의 성의 옹성과 비슷한 역할을 하였다. 공격측 제2문을 제압해 들어오더라도 제1문에서 저지하도록 설계되어 있다.
마스가타에는 내측 마스가타와 외측 마스가타가 있다. 내측 마스가타는 성곽의 성문 안쪽에 작은 방형의 공간을 둔어 3방향으로 공격하게끔 되어 있다. 외측 마스가타는 성곽의 성문 바깥에 길을 따라 만든 작은 방형의 공간이다.
마스가타의 문은 2중문의 형식으로 되어 있으며, 바깥의 제2문은 평범한 문으로 되어 있고, 안쪽의 제1문은 망루가 딸린 문의 형태로 되어 있는 것이 기본이다. 항상 이런 형태를 띠는 것은 아니라서 바깥의 제2문이 없이 후방의 제1문만 있는 것도 있고, 바깥의 제2문이 망루가 딸린 문으로 안쪽의 제1문이 없는 것도 있다.
근세성곽은 많은 마스가타 형식 또는 이런 유형의 고구치를 갖추고 있으며 성을 침입한 적이 쉽게 전진하지 못하도록 진행방향이 좌우로 휘도록 설계한 경우가 많다.

### 우마다시

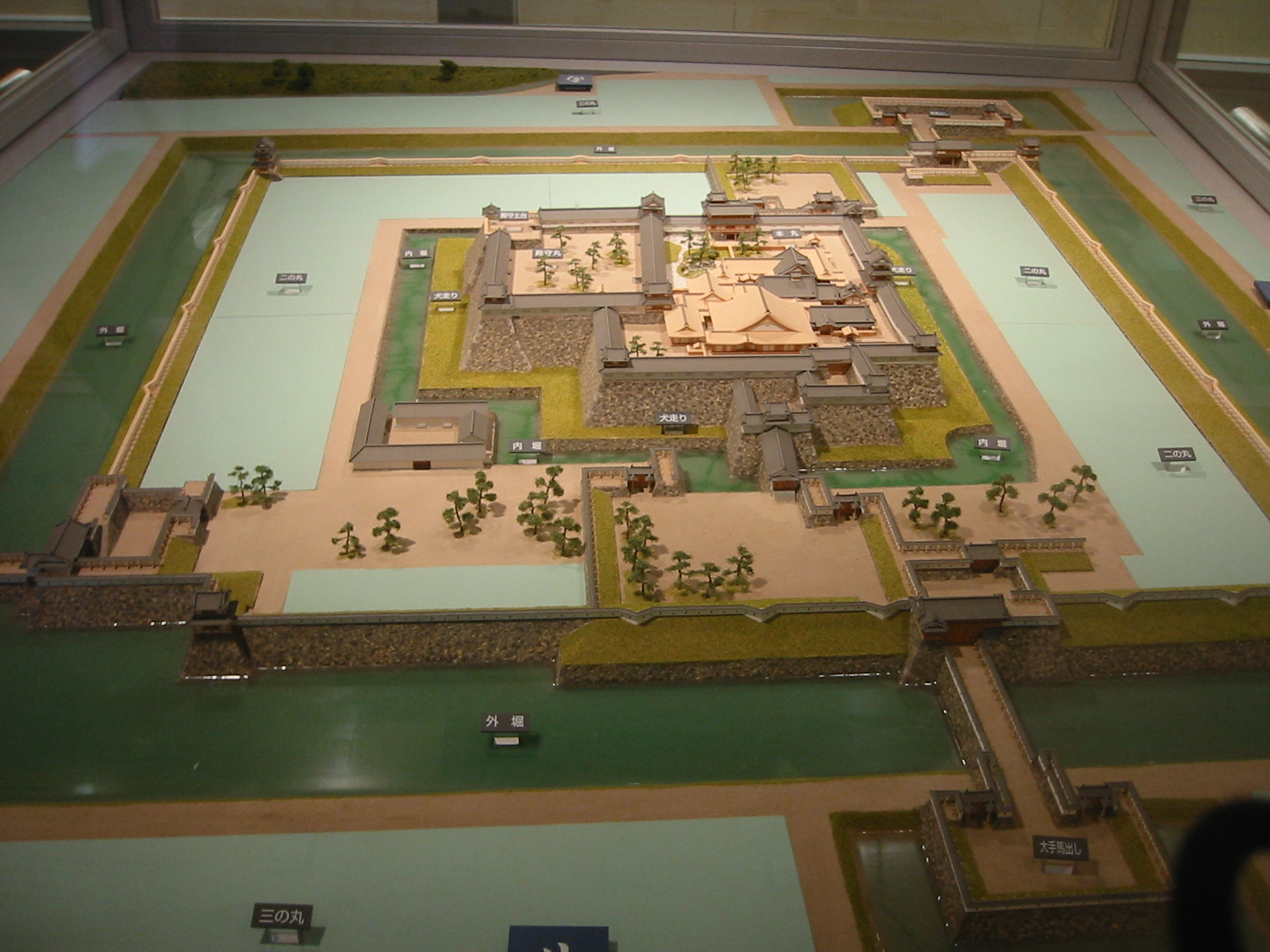
사사야마성의 오테우마다시

마스가타와 달리 동일본을 중심으로 발전한 형태가 우마다시(馬出)이다. 해자를 면한 성문의 외측에 따로 떨어진 형태로 ㄷ자형의 성루와 석벽을 쌓아 성문으로의 접근을 어렵게 한 작은 구역이다. 이런 우마다시가 대형화 된 형태가 우마다시쿠루와(馬出曲輪)이며 데마루(出丸)라는 별성(別城)도 우마다시의 한 형태이다. 데마루로 유명한 것이 오사카 전투에서의 사나다마루였다.

## 같이 보기
- 구루와
- 오테 문